# Streptogyna crinita
Streptogyna crinita är en gräsart som beskrevs av Ambroise Marie François Joseph Palisot de Beauvois. Streptogyna crinita ingår i släktet Streptogyna och familjen gräs. Inga underarter finns listade i Catalogue of Life.